# Tony Richardson
Tony Richardson, właśc. Cecil Antonio Richardson (ur. 5 czerwca 1928 w Shipley, zm. 14 listopada 1991 w Los Angeles) – brytyjski reżyser teatralny i filmowy, scenarzysta, producent. Zdobywca Oscara za reżyserię Przygód Toma Jonesa (1963).

## Życiorys

### Wczesne lata
Urodził się w Shipley w hrabstwie West Riding of Yorkshire jako syn Elsie Evans (z domu Campion) i Clarence’a Alberta Richardsona, chemika. Był prefektem naczelnym w Ashville College w Harrogate i uczęszczał do Wadham College w Oksfordzie, gdzie uczyli się także Rupert Murdoch, Margaret Thatcher, Kenneth Tynan, Lindsay Anderson i Gavin Lambert. Był związany z Oxford University Dramatic Society i Experimental Theatre Club (ETC), a oprócz tego był krytykiem teatralnym dla magazynu uniwersyteckiego Isis. W jego produkcjach studenckich włączone Shirley Williams (jak Cordelia), John Schlesinger, Nigel Davenport i Robert Robinson.

### Kariera
Richardson był najważniejszym przedstawicielem brytyjskiego nurtu młodych gniewnych w teatrze i kinie. W 1956 wystawił w Londynie sztukę Miłość i gniew Johna Osborne’a, sztandarowy utwór nurtu (w teatrze pracował od końca lat 40.). Wspólnie założyli wytwórnię Woodfall, w której powstały pierwsze filmy reżysera. W swych wczesnych dziełach ukazywał realia robotniczej Anglii, często w oparciu o utwory literackie swych rówieśników. Oprócz Miłości i gniewu zekranizował m.in. sztukę Shelagh Delaney Smak miodu oraz opowiadanie Samotność długodystansowca Alana Sillitoe.
W 1963 nakręcił swoje najgłośniejsze dzieło, komedię łotrzykowską Tom Jones z Albertem Finneyem w roli tytułowej. Zrealizowany na podstawie powieści osiemnastowiecznego pisarza Henry’ego Fieldinga ironiczny film zdobył cztery Oscary, dwie statuetki odebrał sam Richardson. Pierwszą za reżyserię, drugą dla najlepszego filmu roku – Richardson był także producentem Toma Jonesa.
Sukces filmu uczynił go sławnym po obu stronach Atlantyku i swój następny projekt – czarną komedię Nieodżałowani – zrealizował w Stanach Zjednoczonych. Od tego momentu dzielił czas między Stany a Wielką Brytanię. Najbardziej znane jego filmy z późniejszego okresu twórczości to Szarża lekkiej brygady (1968), Joseph Andrews (1977, ponownie na podstawie prozy Fieldinga), Na granicy (1982) i  Hotel New Hampshire (1984). Przed śmiercią ukończył swoje ostatnie dzieło – Błękit nieba z Jessicą Lange, jednak na skutek bankructwa wytwórni Orion film na ekrany wszedł dopiero w 1994.

## Życie prywatne
29 kwietnia 1962 ożenił się z aktorką Vanessą Redgrave, z którą miał dwie córki: Natashę (ur. 11 maja 1963, zm. 18 marca 2009) i Joely (ur. 9 stycznia 1965). 28 kwietnia 1967 doszło do rozwodu. Zostawił Redgrave przez aktorkę Jeanne Moreau, z którą był w związku w latach 1967-91. W latach 1972–73 związał się z Grizeldą Grimond, która była sekretarką jego partnera biznesowego – Oscara Lewensteina i córką brytyjskiego polityka Jo Grimonda. Grizelda urodziła ich córkę, Katharine (ur. 8 stycznia 1973).
Gdy dowiedział się, że jest nieuleczalnie chory, oznajmił publicznie, iż jest osobą biseksualną. Zmarł 14 listopada 1991 w Los Angeles na AIDS w wieku 63 lat.

## Filmografia
- Miłość i gniew (Look Back in Anger, 1959)
- Smak miodu (A Taste of Honey, 1961)
- Samotność długodystansowca (The Loneliness of the Long Distance Runner, 1962)
- Tom Jones (1963)
- Nieodżałowani (The Loved One, 1965)
- Szarża lekkiej brygady (Charge of the Light Brigade, 1968)
- Uśmiech w ciemności (Laughter in the Dark, (1969)
- Hamlet (1969)
- Joseph Andrews (1977)
- Na granicy (The Border, 1982)
- Hotel New Hampshire (The Hotel New Hampshire, 1984)
- Błękit nieba (Blue Sky, 1994)